# 1918 у футболі
Нижче наведені футбольні події 1918 року у всьому світі.

## Засновані клуби
- Дніпро (Дніпропетровськ)
- Докса Драма (Греція)
- Чувай (Перемишль)

## Національні чемпіони
- Аргентина: Расінг (Авельянеда)
- Австрія: ФАК Тім
- Данія: Копенгаген (1876)
- Ісландія: Фрам
- Люксембург: Фола
- Нідерланди: Аякс (Амстердам)
- Парагвай: Серро Портеньйо
- Швеція: Гетеборг
- Шотландія: Рейнджерс
- Угорщина: МТК
- Уругвай: Пеньяроль